# 奥伯丁
奥伯丁是德国巴伐利亚州的一个市镇。总面积64.72平方公里，总人口5566人，其中男性2826人，女性2740人（2011年12月31日），人口密度86人/平方公里。